# Histoire de l'Espagne pendant la Seconde Guerre mondiale
La guerre d'Espagne (1936-1939), est considérée comme le confit précurseur la Seconde Guerre mondiale.
La dictature, issue de la victoire armée des Nationalistes contre les Républicains, dirigée par le général Francisco Franco, est marquée par une position officiellement non belligérante pendant la Seconde Guerre mondiale. Ce statut n'est pas reconnu par le droit international, mais implique en pratique une neutralité.
De fait, le régime de Franco apporte un soutien matériel et militaire aux puissances de l'Axe, en reconnaissance de l'aide reçue pendant la guerre d'Espagne, comme lors du bombardement de civils par les nazis de la ville basque de Guernica, popularisé dans le monde entier par Picasso. 
Cependant, malgré cette sympathie idéologique, l'Espagne n'entre pas dans la guerre comme un belligérant, et contrarie les volontés allemandes qui souhaitaient une neutralisation de Gibraltar. L'Espagne stationne également des forces armées dans les Pyrénées pour dissuader l'Allemagne d'occuper la péninsule Ibérique. Cette contradiction apparente peut s'expliquer par le pragmatisme de Franco et sa détermination à agir principalement dans l'intérêt de son régime face à la pression économique des Alliés, des exigences militaires de l'Axe, et à l'isolement géographique de l'Espagne.

## Maquis espagnol
Après la guerre d'Espagne, de nombreux partisans de l'ancien gouvernement républicain décidèrent de lancer un mouvement pour renverser Franco. Ces membres furent appelés le maquis espagnol. Plusieurs raids de guérilla furent lancés pendant la Seconde Guerre mondiale, la plupart d'entre eux se produisant en 1944. Un affrontement majeur se déroula dans le Val d'Aran, où un grand groupe de rebelles attaqua et occupa brièvement la frontière nord-ouest avec la France. La bataille dura dix jours. Certains y font référence comme « La révolution espagnole » ou « La deuxième partie de la guerre civile ». L'expérience montre que ce fut le principal champ de bataille espagnol pendant la Seconde Guerre mondiale.

## Politique intérieure
Pendant la Seconde Guerre mondiale, l’Espagne était gouvernée par une dictature militaire, mais malgré les propres penchants supposés (mais Franco semble être un pragmatique,) pro-Axe de Franco et sa dette d’honneur envers Benito Mussolini et Adolf Hitler, le gouvernement était divisée entre germanophiles et anglophiles. Lorsque la guerre débuta, Juan Beigbeder Atienza, anglophile, était le ministre des Affaires étrangères. L'avance rapide de l’Allemagne en Europe convainquit Franco de le remplacer, le 18 octobre 1939, par Ramón Serrano Súñer, son beau-frère, germanophile convaincu. Après les victoires alliées en 1942 en Europe de l'Est et en Afrique du Nord, Franco changea de bord à nouveau, en nommant ministre Francisco Gómez-Jordana Sousa, sympathisant de la Grande-Bretagne. Un autre anglophile influent était le duc d'Albe, l'ambassadeur d'Espagne à Londres.

## Volontaires

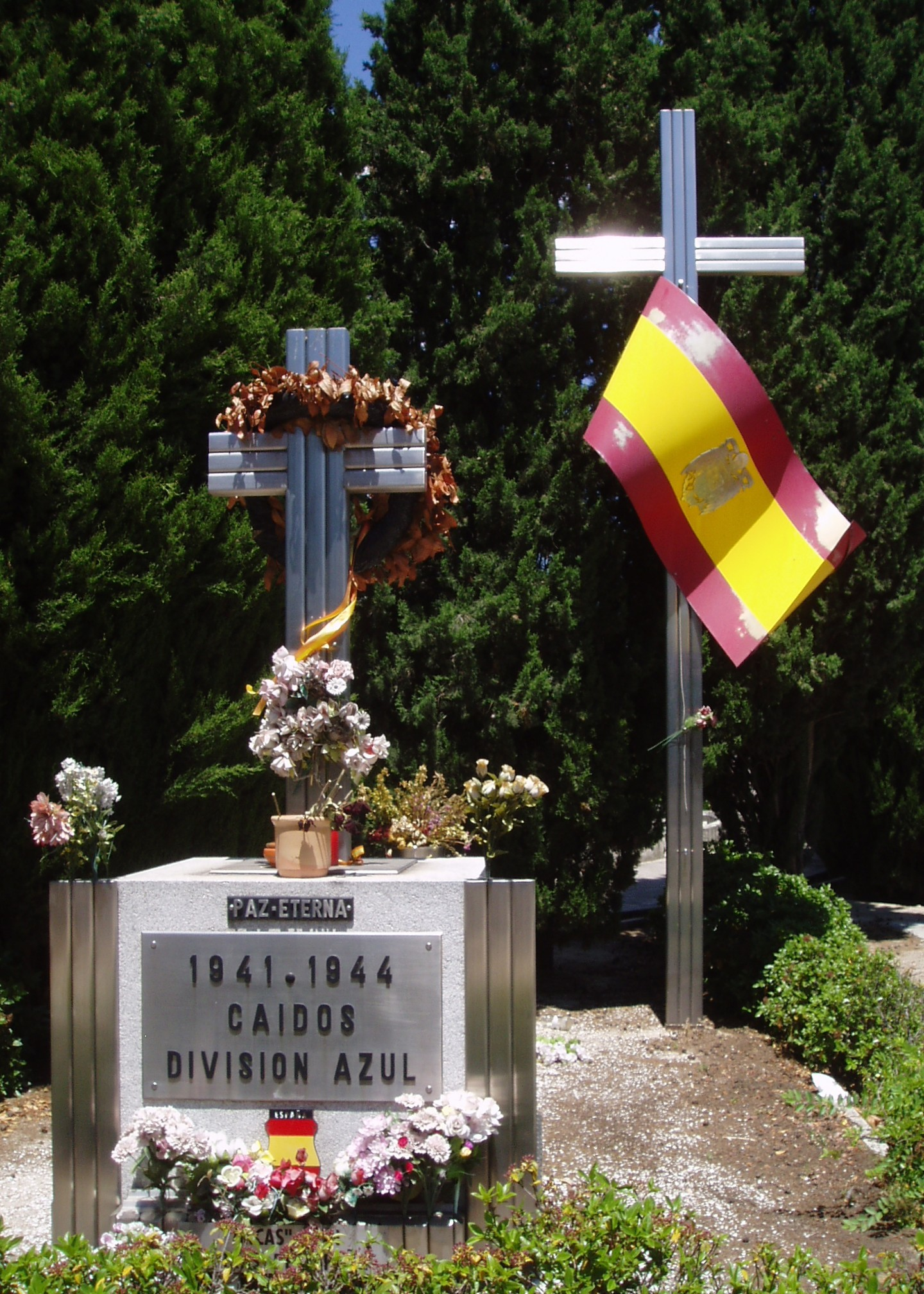
Mémorial de la division Azul au Cimetière de La Almudena, à Madrid.

La partie principale de la participation de l'Espagne dans la guerre le fut via des volontaires. Ils se battirent pour les deux parties, reflétant en grande partie les allégeances durant la guerre civile.

### Volontaires espagnols au service de l’Axe
Bien que l'État espagnol soit resté neutre tout au long de la Seconde Guerre mondiale, il était idéologiquement aligné avec l'Allemagne nazie et l'Italie fasciste. Il y avait aussi une « dette » pour l'aide que ces régimes avaient apportée à l'insurrection militaire. Lorsque l'Allemagne envahit l'Union soviétique le 22 juin 1941, Franco, pressé par les Allemands, offrit la main-d'œuvre espagnole pour aider au travail civil dans l’industrie de guerre et des militaires volontaires pour lutter contre les Alliés.
Cela fut accepté par Hitler et, en deux semaines, il y avait plus de bénévoles que nécessaire pour former une division, la Division bleue ou División Azul, sous le commandement d’Agustín Muñoz Grandes, comprenant un escadron de l'armée de l'air, l'Escadron bleu. La Division bleue fut formée en Allemagne et servit avec distinction lors du siège de Leningrad, et notamment à la bataille de Krasny Bor, où 6 000 hommes de troupe espagnols du général Infantes firent refluer quelque 30 000 Soviétiques. En octobre 1943, soumis à de fortes pressions diplomatiques des Alliés, la Division bleue reçut l’ordre de rentrer en Espagne, ne laissant qu’une force symbolique jusqu'en mars 1944. Au total, environ 45 000 Espagnols servirent sur le front de l'Est, la plupart comme volontaires engagés, et environ 4 500 y laissèrent la vie. Le désir de Joseph Staline de vengeance contre Franco fut frustré lors de la conférence de Potsdam en juillet 1945, lorsque sa tentative de faire une invasion alliée de l'Espagne une priorité de l’ordre du jour de la conférence fut rejetée par Harry Truman et Winston Churchill. Las de la guerre et refusant de poursuivre le conflit, Truman et Churchill convainquirent Staline de mettre en place un embargo commercial complet contre l'Espagne.

### Résistants espagnols au service des Alliés

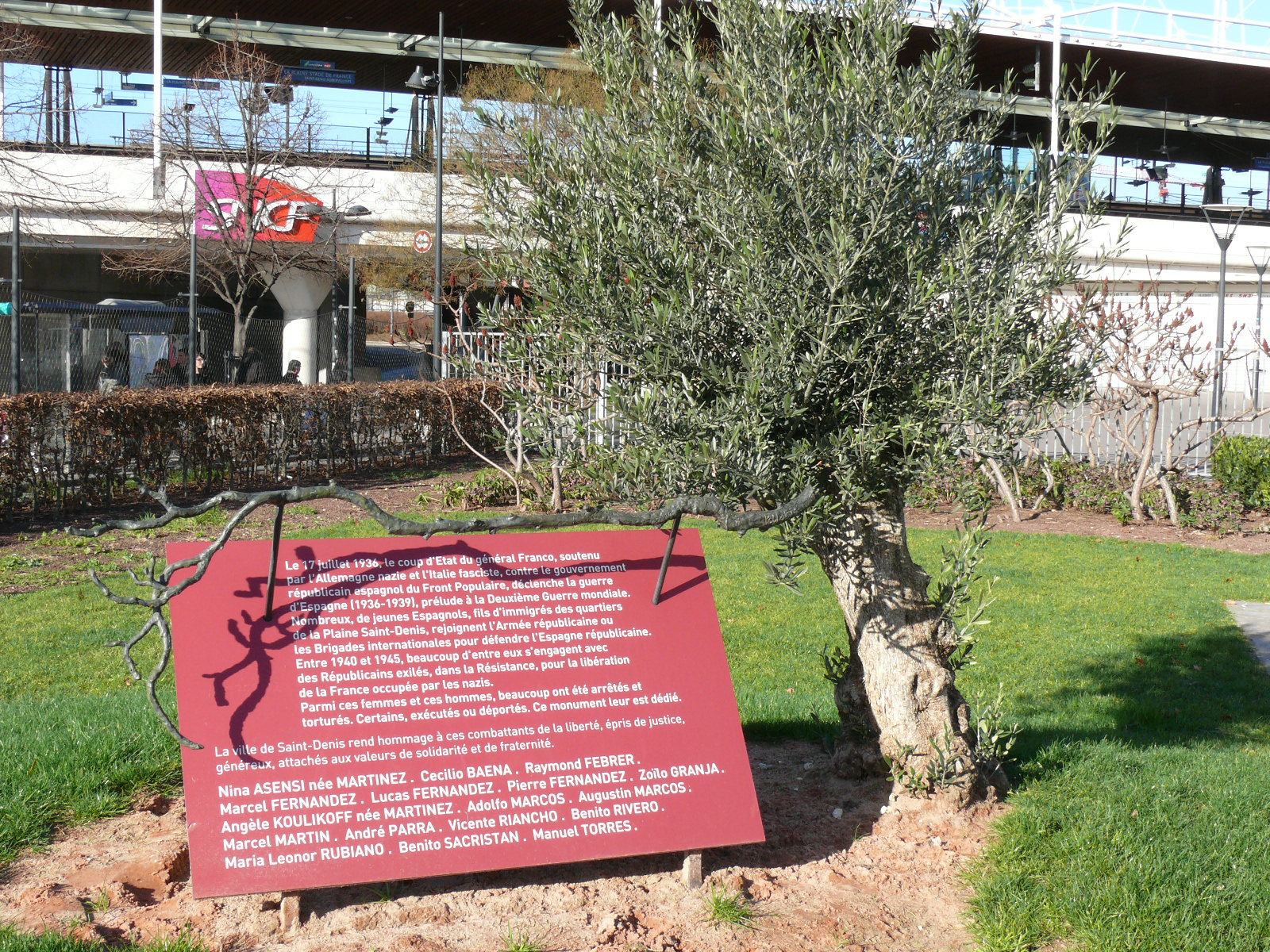
Mémorial aux exilés espagnols à la Plaine Saint-Denis, près de Paris, qui ont combattu dans de la guerre d'Espagne et la Résistance française.

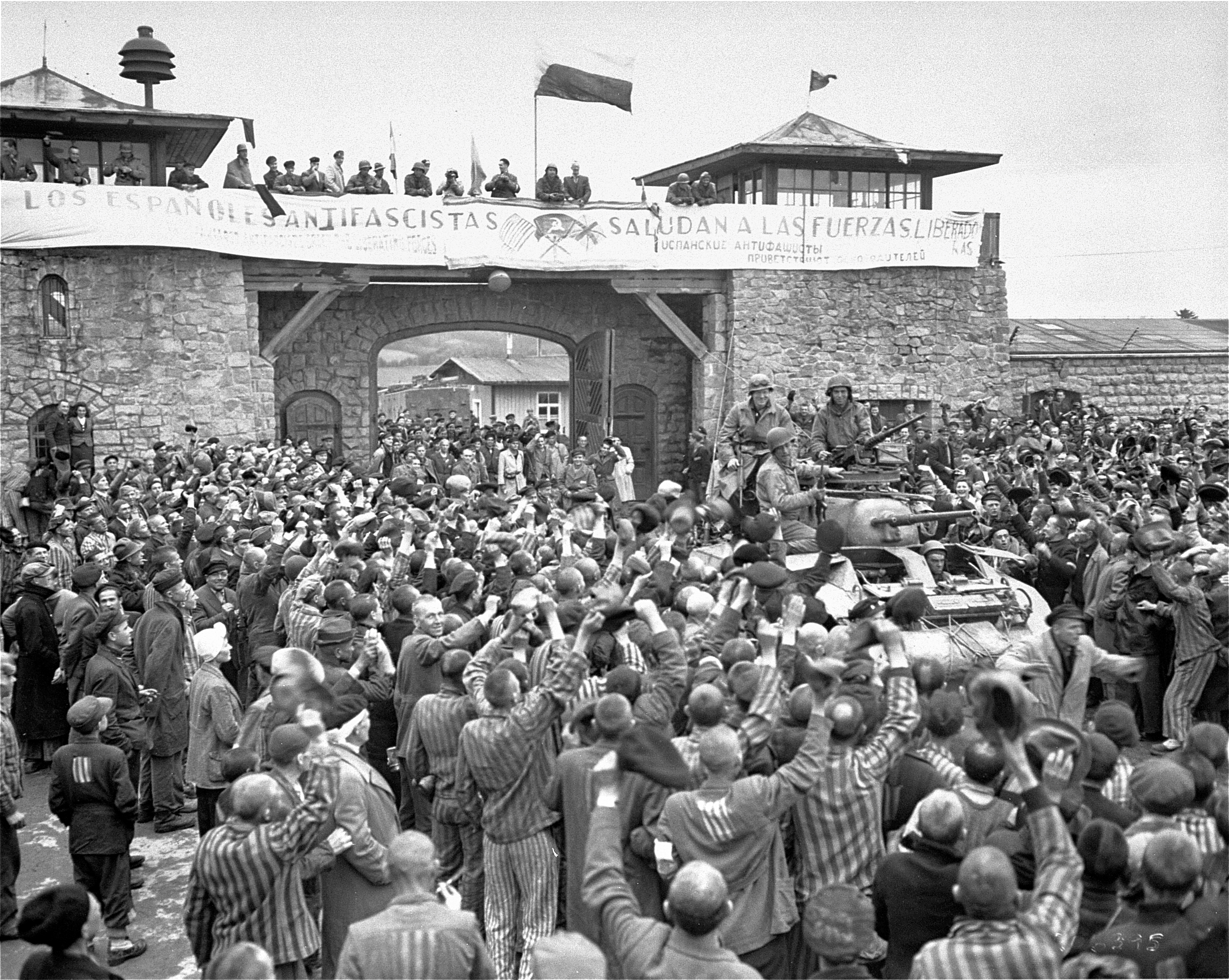
Les prisonniers antifascistes espagnols à Mauthausen déployant une banderole pour saluer les Alliés.

Après leur défaite dans la guerre d'Espagne, un grand nombre d'anciens combattants républicains et de civils partent en exil en France (épisode de La Retirada). Le régime de Vichy de Pétain les interne dans des camps de réfugiés, tels que le camp de Gurs, le camp d'Agde et le camp de concentration d'Argelès-sur-Mer, dans le sud de la France. Pour continuer la lutte contre les nationalistes de Franco en Espagne et le fascisme d'Hitler en Europe, beaucoup rejoignent la Légion étrangère au début de la Seconde Guerre mondiale, et constituent une part importante de celle-ci. 1 000 républicains espagnols servent ainsi dans la 13e demi-brigade de la Légion. Autour de soixante mille Espagnols rejoignent la Résistance française, la plupart du temps comme guérilleros, certains continuant également la lutte contre Franco. De plus, plusieurs milliers rejoignent les Forces françaises libres et se battent contre les puissances de l'Axe. Près de 2 000 servent dans la 2e DB française du général Leclerc, beaucoup d'entre eux venant de l'ancienne colonne Durruti.
La 9e compagnie blindée est quant à elle composée presque entièrement de vétérans républicains espagnols. La Nueve, emmenée par le colonel Raymond Dronne, est la première unité militaire alliée à entrer dans la ville de Paris dès sa libération en août 1944.
En Europe de l'Est, l'Union soviétique reçut d’anciens Espagnols pro-républicains, des dirigeants communistes et de gauche, et des enfants de familles républicaines évacués. Lorsque l'Allemagne envahit l'Union soviétique en 1941, beaucoup, comme le général Enrique Lister, rejoignirent l'Armée rouge. Selon Beevor, 700 républicains espagnols servirent dans l'Armée rouge et 700 autres opéraient comme des partisans derrière les lignes allemandes.
Des individus isolés, comme l’agent double Joan Pujol Garcia (alias « Garbo » pour les Alliés), travaillèrent également pour la cause alliée.

## Diplomatie
Initialement, l'Espagne favorisa — ou fut contrainte par — les puissances de l'Axe alors victorieuses. En dehors de l'idéologie, l'Espagne avait une dette envers l'Allemagne de 212 millions de dollars pour les fournitures de matériel pendant la guerre civile. En juin 1940, après la chute de la France, l'ambassadeur d'Espagne à Berlin présenta un mémorandum dans lequel Franco déclarait qu'il était « prêt sous certaines conditions à entrer en guerre aux côtés de l'Allemagne et de l'Italie »[réf. souhaitée].

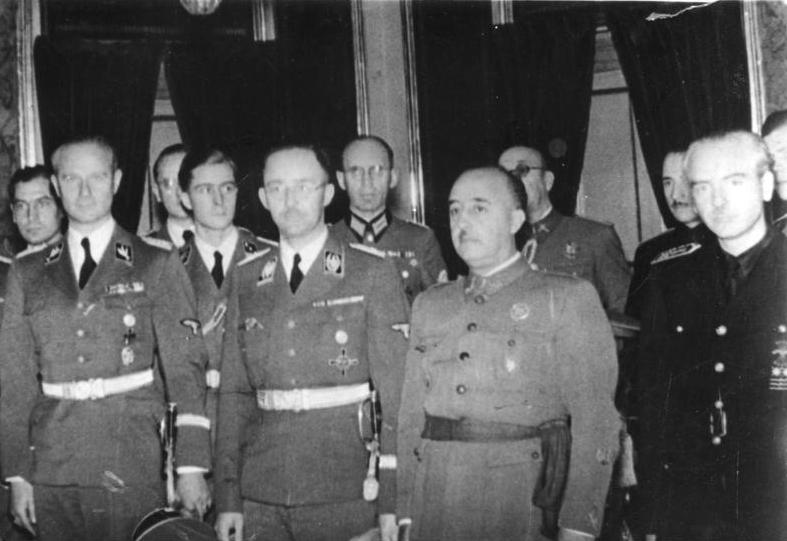
Franco avec Karl Wolff et Himmler en 1940.

Dans un premier temps, Adolf Hitler, ne donna pas suite à l'offre de Franco, car les dirigeants de l'Allemagne étaient convaincus de la victoire finale. Plus tard, en septembre, lorsque la Royal Air Force démontra sa capacité de résistance et fit échec à la Luftwaffe dans la bataille d'Angleterre, Hitler promit à Franco de l’aide en échange de son intervention active. Cela faisait partie d'une stratégie visant à prévenir l'intervention alliée dans le nord-ouest de l'Afrique. Hitler promit que « l'Allemagne ferait tout en son pouvoir pour aider l'Espagne » et reconnaîtrait les revendications espagnoles sur le territoire français au Maroc, en échange d'une part des matières premières marocaines. Franco répondit chaleureusement, mais sans engagement ferme[réf. souhaitée].
Les médias phalangistes agités par l'irrédentisme, réclamèrent pour l’Espagne, la Navarre française, le Pays basque français et le Roussillon (Catalogne française) également,.
Hitler et Franco se rencontrèrent à Hendaye, en France, le 23 octobre 1940 pour fixer les détails d'une alliance. À cette époque, les avantages étaient devenus moins clairs pour les deux parties. Franco exigeait trop d’Hitler. En échange de l'entrée en guerre aux côtés de l'alliance de l'Allemagne et de l'Italie, Franco, entre autres choses, demanda des fortifications lourdes des îles Canaries ainsi que de grandes quantités de céréales, de carburant, des véhicules armés, d'avions militaires et d'autres armements. En réponse aux demandes quasi impossibles à satisfaire de Franco, Hitler le menaça d’une possible annexion du territoire espagnol par la France de Vichy. À la fin de la journée, aucun accord ne fut conclu.
Quelques jours plus tard en Allemagne, Hitler eut cette réplique célèbre avec Mussolini, « Je préfère me faire arracher trois ou quatre dents que de parler à nouveau avec cet homme ! ». Il y a un débat historique pour savoir si Franco avait surestimé sa position en exigeant trop d’Hitler pour l'entrée de l'Espagne dans la guerre, ou s’il avait délibérément contrecarré le dictateur allemand en fixant le prix de son alliance à un niveau irréaliste sachant très bien qu’Hitler refuserait ses demandes et empêcherait l'Espagne d'entrer dans une autre guerre dévastatrice. En outre, le chef de l'Abwehr Wilhelm Canaris, qui avait secrètement transmis des informations à Franco sur les plans allemands, pourrait avoir convaincu Franco de ne pas accepter les exigences d'Hitler.
L’Espagne dépendait pour son approvisionnement en pétrole des États-Unis, et les États-Unis acceptèrent d'écouter les recommandations britanniques à ce sujet. En conséquence, les Espagnols furent informés que les fournitures seraient limitées, mais avec une réserve de dix semaines. Faute d'une marine puissante, toute intervention espagnole s'appuierait, inévitablement, sur la capacité allemande à fournir du pétrole. Comme certaines activités allemandes s'appuyaient déjà sur les réserves françaises de pétrole saisies, les besoins supplémentaires de l'Espagne étaient un fardeau inutile.
Du point de vue allemand, la vive réaction de Vichy aux attaques britanniques et françaises libres (destruction de la flotte française à Mers-el-Kébir et attaque de Dakar) était encourageante, alors peut-être l'intervention espagnole fut rendue moins vitale. En outre, afin de maintenir Vichy « de leur côté », les modifications territoriales proposées au Maroc devinrent un embarras potentiel et furent édulcorées. En conséquence de cela, aucune des parties ne fit les compromis suffisants et après neuf heures, les pourparlers échouèrent.
En décembre 1940, Hitler contacta Franco de nouveau par une lettre envoyée via l'ambassadeur d'Allemagne en Espagne et revint sur la question de Gibraltar. Hitler tenta de forcer la main de Franco avec une demande pour le passage de plusieurs divisions allemandes à travers l'Espagne pour attaquer Gibraltar. Franco refusa, invoquant le risque que le Royaume-Uni présentait encore pour l'Espagne et les colonies espagnoles. Dans sa lettre de réponse, Franco écrivait à Hitler qu'il voulait attendre que la Grande-Bretagne « soit sur le point de s'effondrer». Dans une seconde lettre diplomatique, Hitler devint plus dur et offrit des livraisons de céréales et de fournitures militaires à l'Espagne comme incitation. À cette époque, cependant, la Luftwaffe avait été vaincue lors la bataille d'Angleterre, les troupes italiennes raccompagnées par les Britanniques en Cyrénaïque et en Afrique de l'Est, la Royal Navy affichait sa liberté d'action dans les eaux italiennes et avait neutralisé la flotte française vichyste à Mers-el-Kébir en Algérie française. Le Royaume-Uni n’était clairement pas vaincu. Franco répondit « que les faits avaient laissé les circonstances d’octobre loin derrière » et « le protocole d'accord d[eva]it donc maintenant être considéré comme dépassé ».
Selon l'autobiographie de Franco, il rencontra également en privé Benito Mussolini à Bordighera, en Italie le 12 février 1941, à la demande d’Hitler. Hitler espérait que Mussolini pourrait convaincre Franco à entrer dans la guerre. Cependant, Mussolini n'était pas intéressé par l'aide de Franco en raison de la récente série de défaites que ses forces avaient subies en Afrique du Nord et dans les Balkans.
En dépit d'être non-belligérant tout au long de la guerre, le soutien affiché du régime de Franco aux puissances de l'Axe conduisit l’Espagne à une période d'isolement après-guerre, le commerce avec la plupart des pays ayant cessé. Le président américain Franklin Roosevelt, qui avait assuré Franco que l'Espagne ne subirait pas de conséquences des Nations unies (un terme du temps de la guerre pour désigner les pays alliés contre l'Allemagne), mourut en avril 1945. Le successeur de Roosevelt, Harry S. Truman, ainsi que les nouveaux gouvernements alliés, étaient moins favorables à Franco. Un certain nombre de pays rappelèrent leurs ambassadeurs, et l'Espagne ne fut admise à l'Organisation des Nations unies qu'en 1955.

## Opérations militaires
Bien qu'elle cherchât à éviter d'entrer dans la guerre, l'Espagne fit des plans pour la défense du pays. Initialement, le gros de l'armée espagnole était stationné dans le sud de l'Espagne dans le cas d'une attaque alliée depuis Gibraltar en 1940 et 1941. Cependant, Franco ordonna aux divisions de se redéployer progressivement dans les montagnes le long de la frontière française en cas d'une éventuelle invasion allemande de l’Espagne, comme l’intérêt de l’Axe pour Gibraltar grandissait. Au moment où il est devenu clair que les Alliés prenaient le dessus dans le conflit, Franco avait massé toutes ses troupes sur la frontière française et reçut les assurances personnelles des dirigeants des pays alliés qu'ils ne voulaient pas envahir l'Espagne.

### Opération Felix
Avant Hendaye, il y avait eu une planification germano-espagnole pour une attaque, depuis l'Espagne, du territoire britannique de Gibraltar, qui était, et est toujours en 2025, une dépendance britannique et une base militaire. À l'époque, Gibraltar était important pour le contrôle de la sortie ouest de la Méditerranée et des routes maritimes vers le canal de Suez et le Moyen-Orient, ainsi que pour les patrouilles de l'Atlantique.
Les Allemands appréciaient également l'importance stratégique du nord-ouest de l'Afrique pour des bases et comme une voie de progression pour une éventuelle future intervention américaine. Par conséquent, les plans prévoyaient l'occupation de la région par d’importantes forces allemandes, pour prévenir toute future tentative d'invasion alliée.
Le plan, l’opération Félix, fut établi dans ses moindres détails avant que les négociations n'échouassent à Hendaye. En mars 1941, les ressources militaires furent réservées pour l’opération Barbarossa et l'Union soviétique. L’opération Félix-Heinrich était une forme modifiée de l’opération Felix qui serait mise en œuvre une seule fois que certains objectifs en Russie auraient été atteints. En l'occurrence, ces conditions ne furent pas remplies et retinrent encore Franco d'entrer en guerre.
Après la guerre, le maréchal Wilhelm Keitel déclara : « Au lieu d'attaquer la Russie, nous aurions dû étrangler l'Empire britannique en fermant la Méditerranée. La première étape de cette opération aurait été la conquête de Gibraltar. C'était une autre grande opportunité qui nous a manqué ... ». Si cela avait réussi, Hermann Göring avait proposé que l'Allemagne « offre à la Grande-Bretagne le droit de reprendre le trafic civil à travers la Méditerranée si elle se mettait d’accord avec l'Allemagne et nous rejoignait dans une guerre contre la Russie ».
Alors que la guerre progressait et le vent tourna en défaveur de l'Axe, les Allemands se préparèrent pour le cas d'une attaque des Alliés via l'Espagne. Il y eut trois plans successifs, de moins en moins agressifs à mesure que la capacité allemande déclinait.

### Opération Isabella
Elle fut planifiée en avril 1941 comme une réaction à un débarquement britannique dans la péninsule Ibérique près de Gibraltar. Les troupes allemandes s’avanceraient en Espagne pour soutenir Franco et expulser les Britanniques d’où ils auraient débarqué.

### Opération Ilona ou Gisella
L’opération Ilona était une version réduite d’Isabella, elle fut rebaptisée par la suite Gisella. Élaborée en mai 1942, et prévue que l'Espagne resta neutre ou non. Dix divisions allemandes s’avanceraient vers Barcelone et, si nécessaire, vers Salamanque pour soutenir l'armée espagnole dans la lutte contre un autre débarquement allié, soit sur la côte méditerranéenne soit sur celles de l'Atlantique.

### Opération Nürnberg
Conçue en juin 1943, l’opération Nuremberg était une opération purement défensive dans les Pyrénées le long des deux côtés de la frontière hispano-française en cas de débarquement dans la péninsule ibérique, qui devait repousser une avance alliée depuis l'Espagne vers la France.

## Pots de vin présumés de Churchill
Selon un livre de l'historien Pere Ferrer publié en 2008, Winston Churchill aurait autorisé le versement de millions de dollars en pots-de-vin aux généraux espagnols en utilisant Joan March Ordinas dans le but d'influencer le général Franco pour le dissuader d'entrer en guerre du côté de l'Allemagne.

## Ressources et commerce
Malgré le manque de trésorerie, de pétrole et d'autres fournitures, l'Espagne franquiste a pu fournir certaines matières premières essentielles à l'Allemagne. Il y eut une série d'accords commerciaux secrets durant la guerre entre les deux pays.
La principale ressource était la wolframite (minerai de tungstène) extraite de mines appartenant à des Allemands en Espagne. Le wolfram était essentiel à l'Allemagne pour sa mécanique de précision et donc pour la production d'armement. Malgré les tentatives alliées d'acheter tous les stocks disponibles, ce qui fit exploser les prix, et les efforts diplomatiques visant à influencer l'Espagne, l'approvisionnement de l'Allemagne continua jusqu'à août 1944. Le wolfram fut échangé contre de la dette espagnole envers l'Allemagne. D'autres minéraux furent vendus à l’Allemagne comme le minerai de fer, de zinc, de plomb et de mercure.
L'Espagne fut également la voie d’acheminement de marchandises en provenance d'Amérique du Sud, par exemple pour les diamants industriels et le platine[réf. nécessaire].
Après la guerre, des preuves de transactions aurifères significatives furent trouvées entre l'Allemagne et l'Espagne ; elles ne cessèrent qu’en mai 1945. On a cru que cet or avait été obtenu à partir des pillages nazis des territoires occupés, mais les tentatives faites par les Alliés pour obtenir le contrôle de cet or et son retour furent en grande partie contrariées.

## Espionnage et sabotage
Tant que l'Espagne lui permettait, l'Abwehr, l'organisme allemand de renseignement, fut en mesure de fonctionner en Espagne et au Maroc espagnol, souvent avec la coopération du gouvernement nationaliste.
Les installations de Gibraltar furent une cible de choix pour le sabotage, en utilisant les travailleurs espagnols aux sympathies antibritanniques. Une telle attaque eut lieu en juin 1943, quand une bombe provoqua un incendie et des explosions dans le chantier naval. Les Britanniques eurent en général plus de succès après et réussirent à utiliser des agents retournés et des Espagnols aux sympathies antifascistes pour découvrir les attaques ultérieures. Un total de 43 tentatives de sabotage furent empêchées de cette façon. En janvier 1944, deux travailleurs espagnols, reconnus coupables de tentative de sabotage, furent exécutés.
L'Abwehr maintenait également des postes d'observation le long des deux rives du détroit de Gibraltar, signalant les mouvements de navires.
Un agent allemand à Cadix fut la cible d'une opération de désinformation réussie de la part des Alliés, l’opération Mincemeat, avant l'invasion de la Sicile en 1943.
Au début de 1944, la situation changea. Les Alliés avaient clairement pris l'avantage sur l'Allemagne et un agent double avait fourni suffisamment d'informations pour que la Grande-Bretagne pût émettre une protestation détaillée au gouvernement espagnol. En conséquence, le gouvernement espagnol déclara sa « stricte neutralité ». Les opérations de l’Abwehr dans le sud de l'Espagne prirent donc fin.

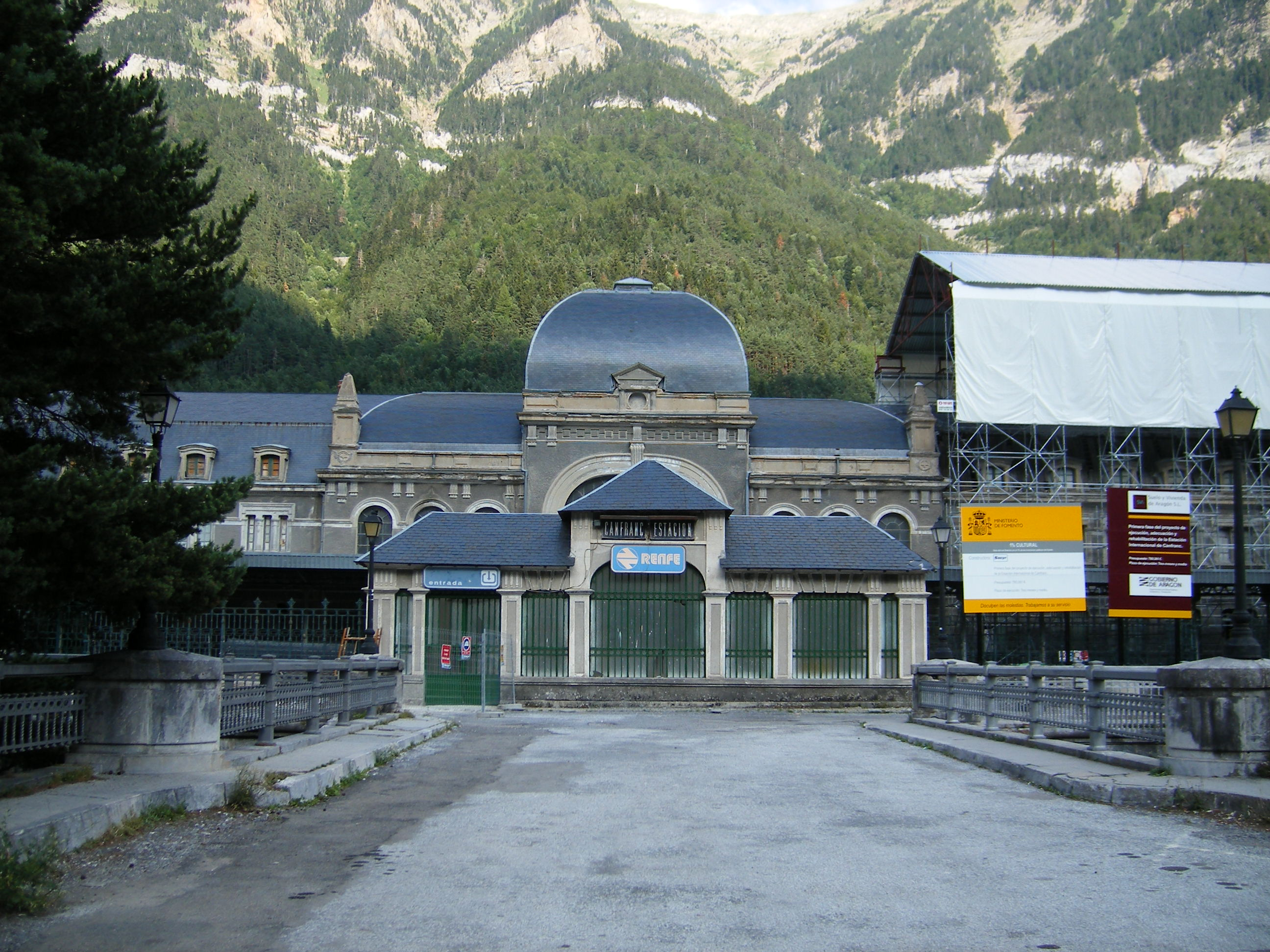
La gare internationale de Canfranc.

La gare de Canfranc était la voie de passage pour le trafic des personnes et des informations à partir de la France de Vichy vers le consulat britannique à San Sebastián. Le poste frontière près d'Irun ne pouvait pas être utilisé car il était sur la frontière avec la France occupée.

## Juifs et autres réfugiés
Dans les premières années de la guerre, des « lois régissant leur admission furent écrites et la plupart du temps ignorées ». Ils venaient principalement d'Europe de l'Ouest, fuyant la déportation vers les camps de concentration, depuis la France occupée, mais il y avait aussi des Juifs séfarades d'Europe de l'Est, notamment de Hongrie. Trudy Alexis fait référence à l'« absurdité » et au « paradoxe de réfugiés fuyant la solution finale des nazis demandant l'asile dans un pays où aucun Juif n'avait été autorisé à vivre ouvertement en tant que Juifs pendant plus de quatre siècles ».
Tout au long de la Seconde Guerre mondiale, les diplomates espagnols du gouvernement de Franco étendirent leur protection aux Juifs d'Europe orientale, en particulier en Hongrie. Les Juifs revendiquant une ascendance espagnole reçurent des papiers espagnols sans qu'il soit nécessaire de prouver leur situation. Ils émigrèrent en Espagne ou survécurent à la guerre avec l'aide de leur nouveau statut juridique dans les pays occupés.
Quand la guerre a commencé à tourner en défaveur de l'Allemagne, et quand le comte Francisco Gómez-Jordana y Sousa succéda au beau-frère de Franco Serrano Súñer comme ministre des Affaires étrangères de l'Espagne, la diplomatie espagnole devint « plus sympathique pour les Juifs », bien que Franco lui-même « n'ait jamais rien dit » à ce sujet. À la même époque, un contingent de médecins espagnols voyageant en Pologne furent pleinement informés des plans d'extermination nazis par le gouverneur général Hans Frank, qui avait la fausse impression qu'ils partageaient son point de vue sur la question ; quand ils retournèrent en Espagne, ils rapportèrent l'histoire à l'amiral Luis Carrero Blanco, qui le dit à Franco.
Les diplomates discutèrent de la possibilité pour l'Espagne de devenir un itinéraire vers un camp de confinement pour les réfugiés juifs près de Casablanca, mais elle fut réduite à néant en raison du manque de soutien des Français libres et des Britanniques. Néanmoins, le contrôle de la frontière espagnole avec la France s’assouplit quelque peu à ce moment-là, et des milliers de Juifs réussirent à passer en Espagne (bon nombre par les routes de contrebande). Presque tous parmi ceux-là survécurent à la guerre. L’American Jewish Joint Distribution Committee opéra ouvertement à Barcelone.
Peu de temps après, l'Espagne commença à donner la citoyenneté aux Juifs séfarades en Grèce, en Hongrie, en Bulgarie et en Roumanie ; beaucoup de Juifs ashkénazes parvinrent à y être également inclus, ainsi que certains non-Juifs. Le chef de mission espagnol à Budapest, Ángel Sanz Briz, sauva des milliers d’Ashkénazes en Hongrie, en leur accordant la nationalité espagnole, en les plaçant dans des maisons d'hébergement et leur enseignant un minimum espagnol afin qu'ils puissent prétendre être Sépharades, au moins à quelqu'un qui ne parlait pas espagnol. Le corps diplomatique espagnol effectuait un exercice d'équilibre : Alexy conjecture que le nombre de Juifs qu’ils prirent en charge fut limité par le niveau d'hostilité allemande qu’ils étaient prêts à engendrer.
Vers la fin de la guerre, Sanz Briz dut fuir Budapest, abandonnant ces Juifs à une possible l'arrestation et déportation. Un diplomate italien, Giorgio Perlasca, qui lui-même vivait sous la protection espagnole, utilisa de faux documents pour convaincre les autorités hongroises qu'il était le nouvel ambassadeur espagnol. En tant que tel, il continua d’apporter la protection espagnole aux juifs hongrois jusqu'à l’arrivée de l'Armée rouge.
Bien que l'Espagne ait entrepris bien davantage et efficacement d’aider les Juifs à fuir la déportation vers les camps de concentration, que la plupart des pays neutres,, il y eut un débat sur l'attitude de l'Espagne pendant la guerre envers les réfugiés. Le régime de Franco, en dépit de son aversion pour le sionisme et la "judéo" franc-maçonnerie, ne semble pas avoir partagé l'idéologie antisémite enragée promue par les nazis. Environ 25 000 à 35 000 réfugiés, principalement des Juifs, furent autorisés à transiter par l'Espagne vers le Portugal et outre Atlantique.
Certains historiens affirment que ces faits démontrent une attitude humaine du régime de Franco, tandis que d'autres soulignent que le régime n'autorisa que le transit des Juifs à travers l'Espagne. Après la guerre, le régime de Franco fut très accueillant pour ceux qui avaient été responsables de la déportation des Juifs, notamment Louis Darquier de Pellepoix, commissaire aux questions juives (mai 1942 - février 1944), dans le cadre du régime de Vichy en France.
José Finat y Escrivá de Romaní, le chef de la sécurité de Franco, émit une ordonnance officielle en date du 13 mai 1941, à destination de l’ensemble des gouverneurs de province, demandant une liste de tous les Juifs, à la fois locaux et étrangers, présents dans leurs districts. Après qu’une liste de six mille noms fut établie, Romani fut nommé ambassadeur d'Espagne en Allemagne, lui permettant de la donner personnellement à Himmler. Après la défaite de l'Allemagne en 1945, le gouvernement espagnol tenta de détruire toutes les preuves de la coopération avec les nazis, mais cet ordre officiel survécut.